# Nasiaeschna pentacantha
Espèce
Synonymes
- Aeschna pentacantha Rambur, 1842[2]

Statut de conservation UICN

 LC  : Préoccupation mineure
Nasiaeschna pentacantha  est une espèce monotypique dans la famille des Aeshnidae appartenant au sous-ordre des Anisoptères dans l'ordre des Odonates.

## Répartition
Cette espèce se rencontre du Texas jusqu'à la côte Est des États-Unis puis jusqu'aux provinces de l'Est du Canada .

## Habitat
L'espèce se rencontre dans les zones humides forestières comme les étangs, les marais, les lacs et dans les cours d'eau lents .